# Frank Dangeard
Pour les articles homonymes, voir Dangeard.
 (13 août 2025).
Le texte peut changer fréquemment, n’est peut-être pas à jour et peut manquer de recul. N’hésitez pas à participer, en veillant à citer vos sources.
Frank Dangeard, né le 25 février 1958 à Ottawa (Canada) et mort le 13 août 2025, est une personnalité française du monde des affaires.

## Biographie

### Jeunesse et études
Frank Dangeard, né le 25 février 1958 à Ottawa, est diplômé de l’École des Hautes Études Commerciales (H.80), de l’Institut d'Etudes Politiques de Paris, et de la Faculté de droit d'Harvard.

### Carrière professionnelle
Frank Dangeard est avocat aux États-Unis et à Londres, de 1986 à 1989. Puis il a été Managing Director de la banque S.G. Warburg, et a été nommé Président du directoire de SBC Warburg France en 1995. 
Il a rejoint le groupe Thomson multimédia en 1997.
Il a occupé les fonctions de Directeur Général adjoint de France Télécom de septembre 2002 à septembre 2004.
De septembre 2004 à février 2008, il a été Président-Directeur Général de Thomson. Il quitte Thomson en bénéficiant d'un parachute doré de 2,28 millions d'euros.
Il est Managing Partner de Harcourt, et administrateur de Crédit Agricole-CIB (Groupe Crédit Agricole), de Moser Baer (Inde), de Sonaecom (Portugal), de Symantec (États-Unis) et de Telenor (Norvège). Il est Président de Goldbridge Capital Partners (Royaume-Uni) et Président du Conseil Stratégique de PwC (France).
Il publie un livre en 2011, "La Décision de crise dans l'entreprise", dans lequel il présente douze histoires de gouvernance en temps de crise.
Il meurt le 13 août 2025 à l'âge de 68 ans des suites d'une maladie.